# Costa di Mezzate
Costa di Mezzate es una localidad y comune italiana de la provincia de Bérgamo, región de Lombardía, con 3.147 habitantes.

## Evolución demográfica
| Gráfica de evolución demográfica de Costa di Mezzate entre 1861 y 2001 |
|                                                                        |
| Fuente ISTAT - elaboración gráfica de Wikipedia                        |